# Smîkiv, Demîdivka
Smîkiv (în ucraineană Смиків) este un sat în comuna Boremel din raionul Demîdivka, regiunea Rivne, Ucraina.

## Demografie
Componența lingvistică a localității Smîkiv
     Ucraineană (100%)
Conform recensământului din 2001, toată populația localității Smîkiv era vorbitoare de ucraineană (100%).